# کیک تاریکی
کیک تاریکی (انگلیسی: Blackout cake) یا کیک تاریکی بروکلین، یک نوع کیک شکلاتی است که با پودینگ شکلات و خرده شکلات تهیه می‌شود. این کیک برای اولین بار در بروکلین در دوران جنگ جهانی دوم تهیه شد.